# Fußballerin des Jahres (Deutschland)

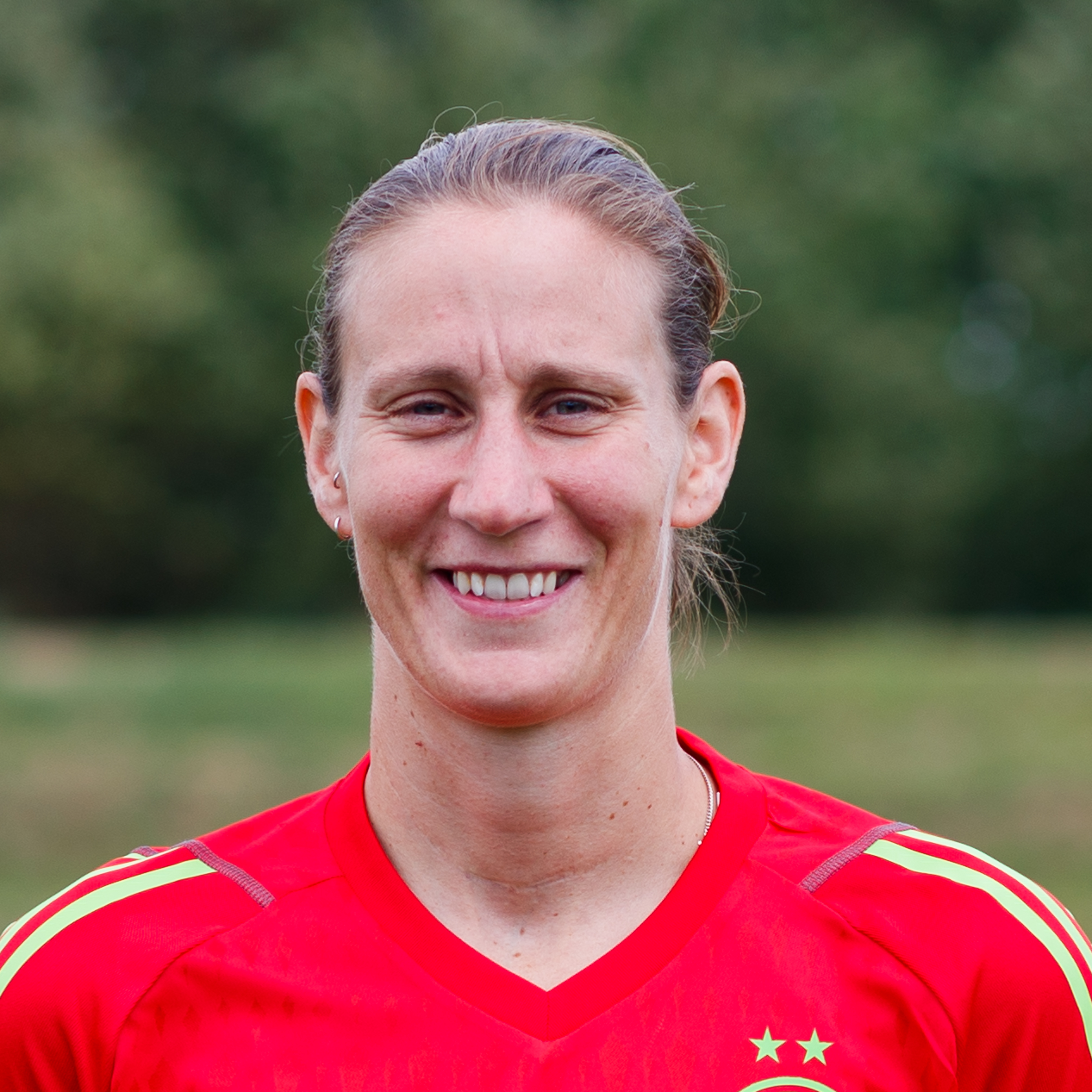
Ann-Katrin Berger – Fußballerin des Jahres in Deutschland 2025.

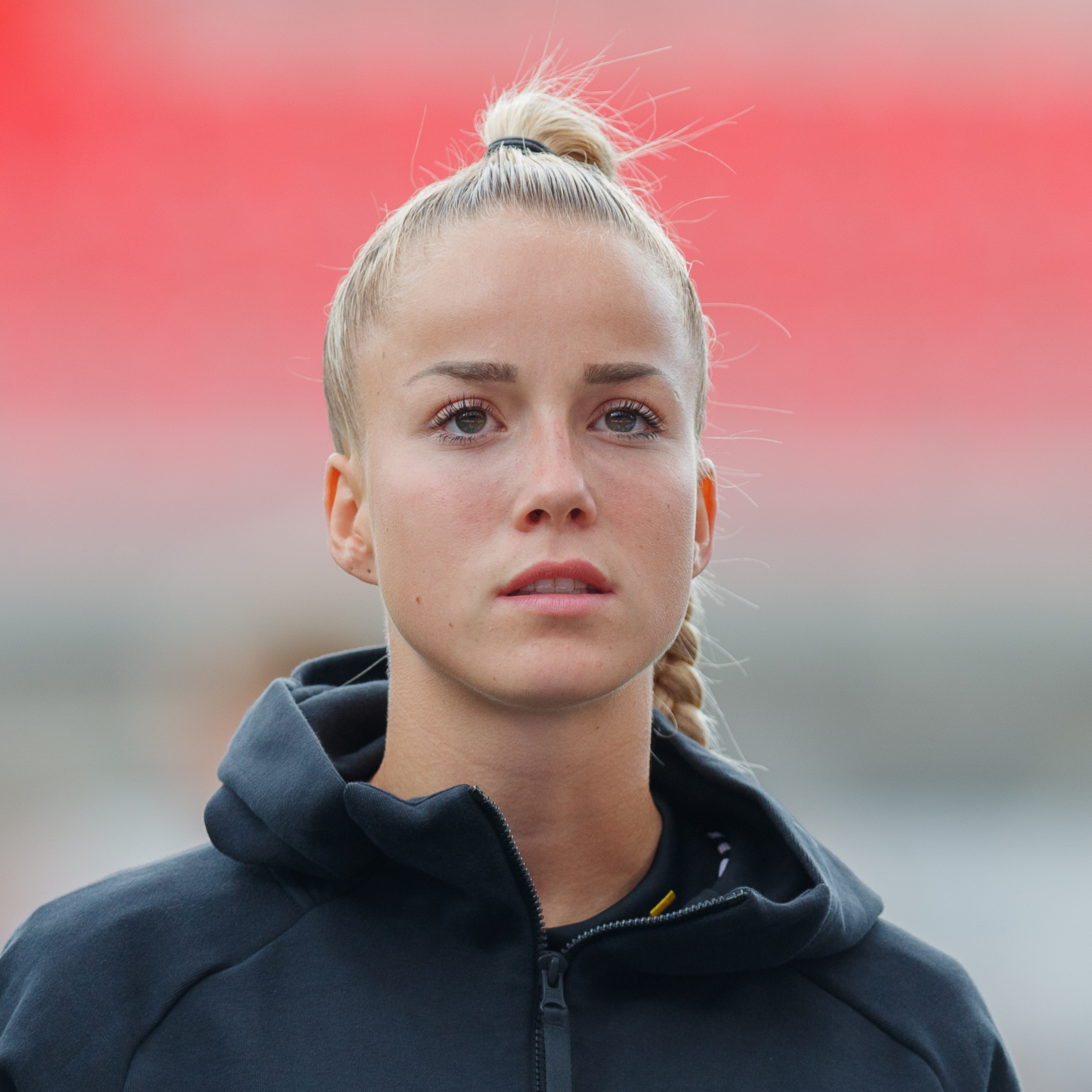
Giulia Gwinn – Fußballerin des Jahres in Deutschland 2025.

Als Fußballerin des Jahres wird in Deutschland jährlich eine Spielerin als herausragende der Saison geehrt. Die Fußballerin des Jahres wird von den Mitgliedern des Verbands Deutscher Sportjournalisten (VDS) gewählt und gemeinsam mit dem Fachblatt Kicker geehrt. Als Kandidaten kommen alle deutschen Spielerinnen sowie bei einem Verein der Bundesliga unter Vertrag stehenden ausländischen Spielerinnen in Frage. Die Auszeichnung wird seit 1996 vorgenommen. Martina Voss war die erste Titelträgerin. Aktuelle Fußballerinnen des Jahres 2025 sind Ann-Katrin Berger und Giulia Gwinn. Als erste Nichtdeutsche wurde 2020 die Dänin Pernille Harder gewählt. Zuvor war Dzsenifer Marozsán drei Jahre hintereinander von 2017 bis 2019 Titelträgerin. Marozsán war die erste Fußballerin des Jahres, die im Jahr der Ehrung bei einem ausländischen Verein spielte.
Erfolgreichste Preisträgerin ist Birgit Prinz, die insgesamt achtmal zur Fußballerin des Jahres gewählt wurde. Inka Grings, Dzsenifer Marozsán und Alexandra Popp liegen mit jeweils drei Auszeichnungen auf dem zweiten Platz vor Martina Voss-Tecklenburg und Célia Šašić, die ihrerseits je zweimal gewählt wurden. Grings war 1999 die jüngste und Ann-Katrin Berger 2025 mit 34 Jahren die älteste gewählte Spielerin. Zwischen der ersten und zweiten Wahl von Inka Grings lag mit zehn Jahren die längste Zeitspanne bei einer erneuten Auszeichnung. Mit Silke Rottenberg war 1998 erstmals eine Torhüterin gewählt worden, erst 26 Jahre später wurde 2024 mit Ann-Katrin Berger erneut eine Torhüterin Fußballerin des Jahres. Im Jahr 2025 wurden aufgrund von Stimmengleichheit zwei Spielerinnen zur Fußballerin des Jahres gewählt. Erfolgreichster Verein ist der 1. FFC Frankfurt, der neun Mal die Fußballerin des Jahres stellte. In den Jahren 2003, 2004 und 2005 wurde Birgit Prinz sowohl zur deutschen als auch zur Weltfußballerin des Jahres gewählt. Fatmire Bajramaj war die erste nicht in Deutschland geborene Preisträgerin.

## Liste der Titelträgerinnen

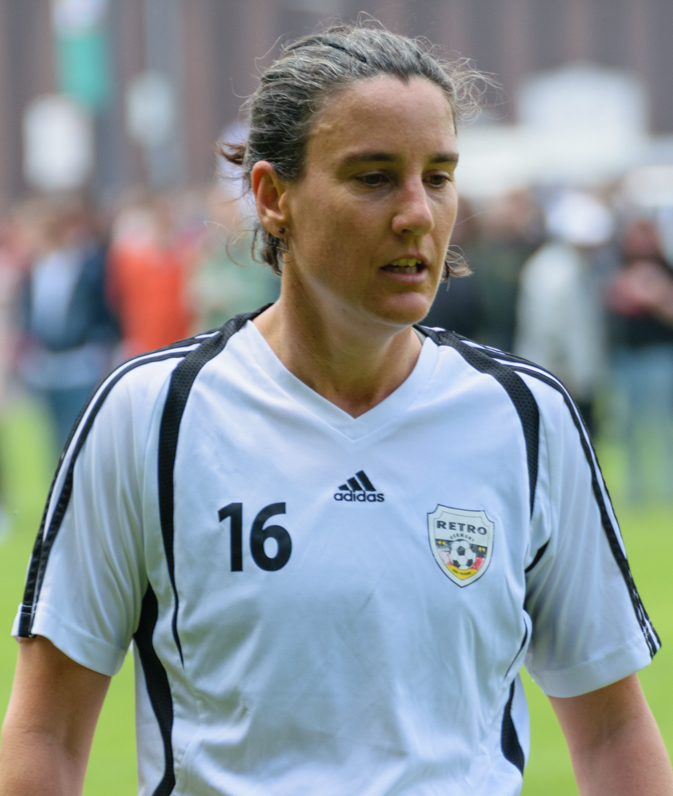
Birgit Prinz wurde achtmal ausgezeichnet.

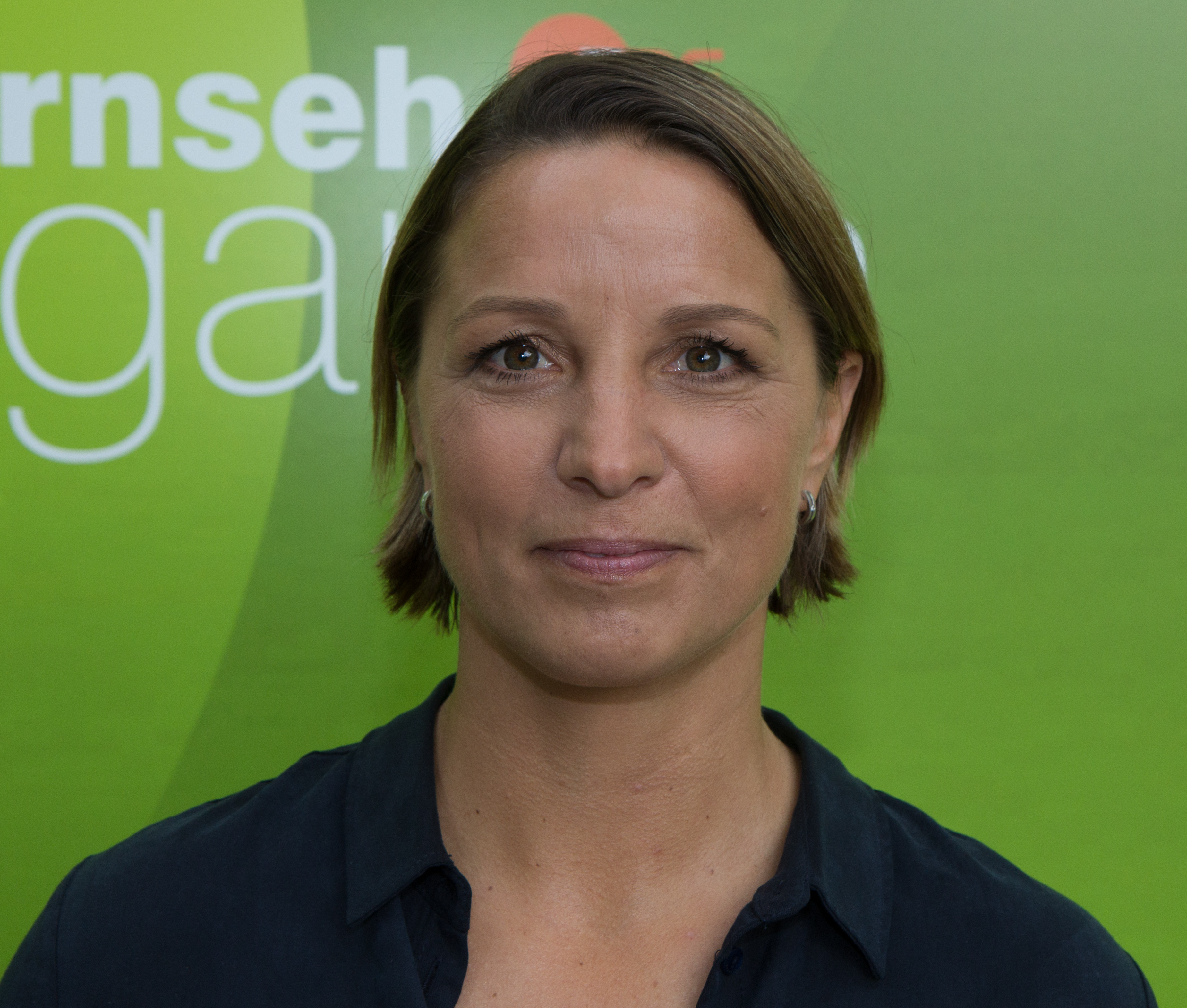
Inka Grings wurde dreimal ausgezeichnet …

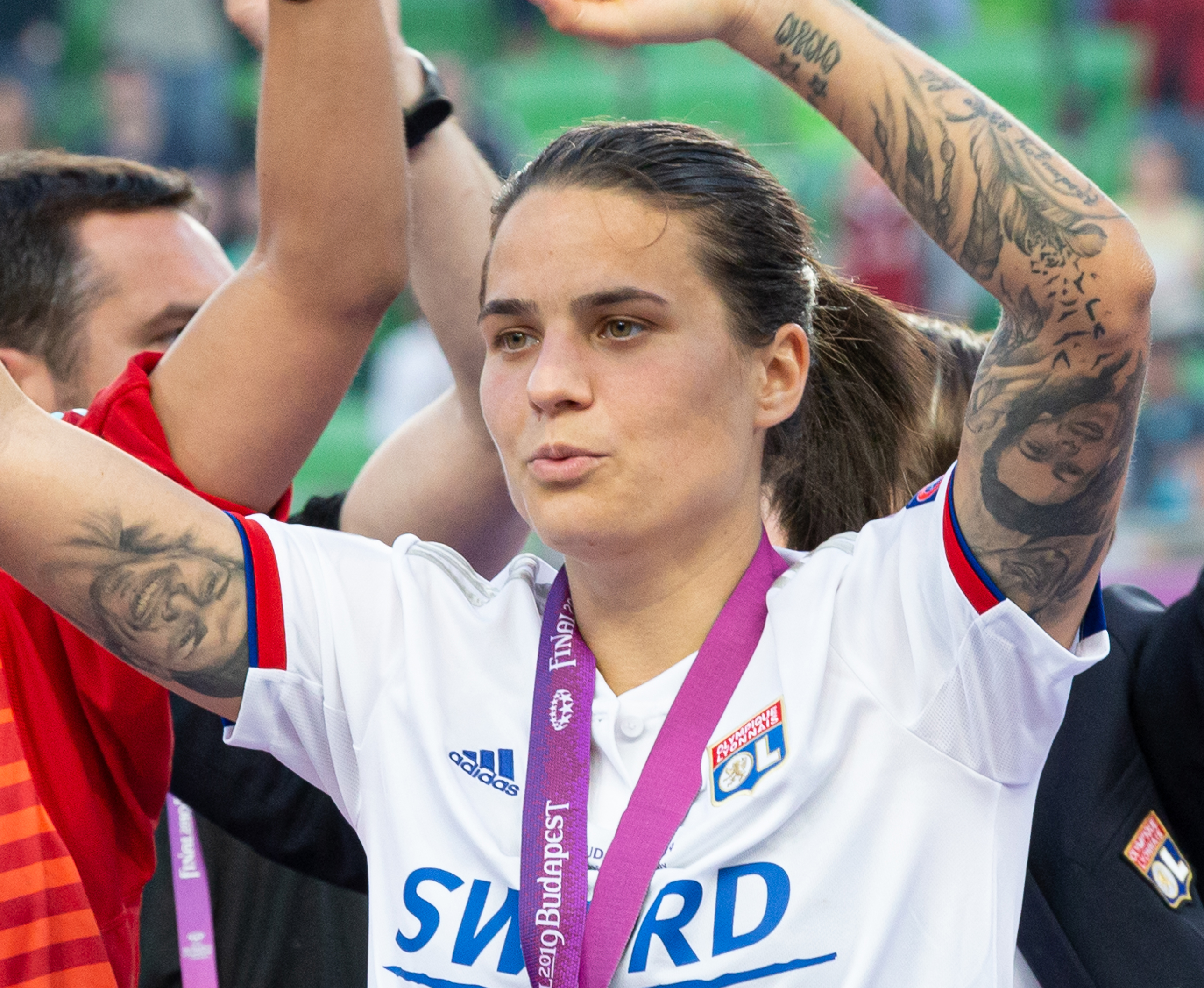
… ebenso wie Dzsenifer Marozsán …

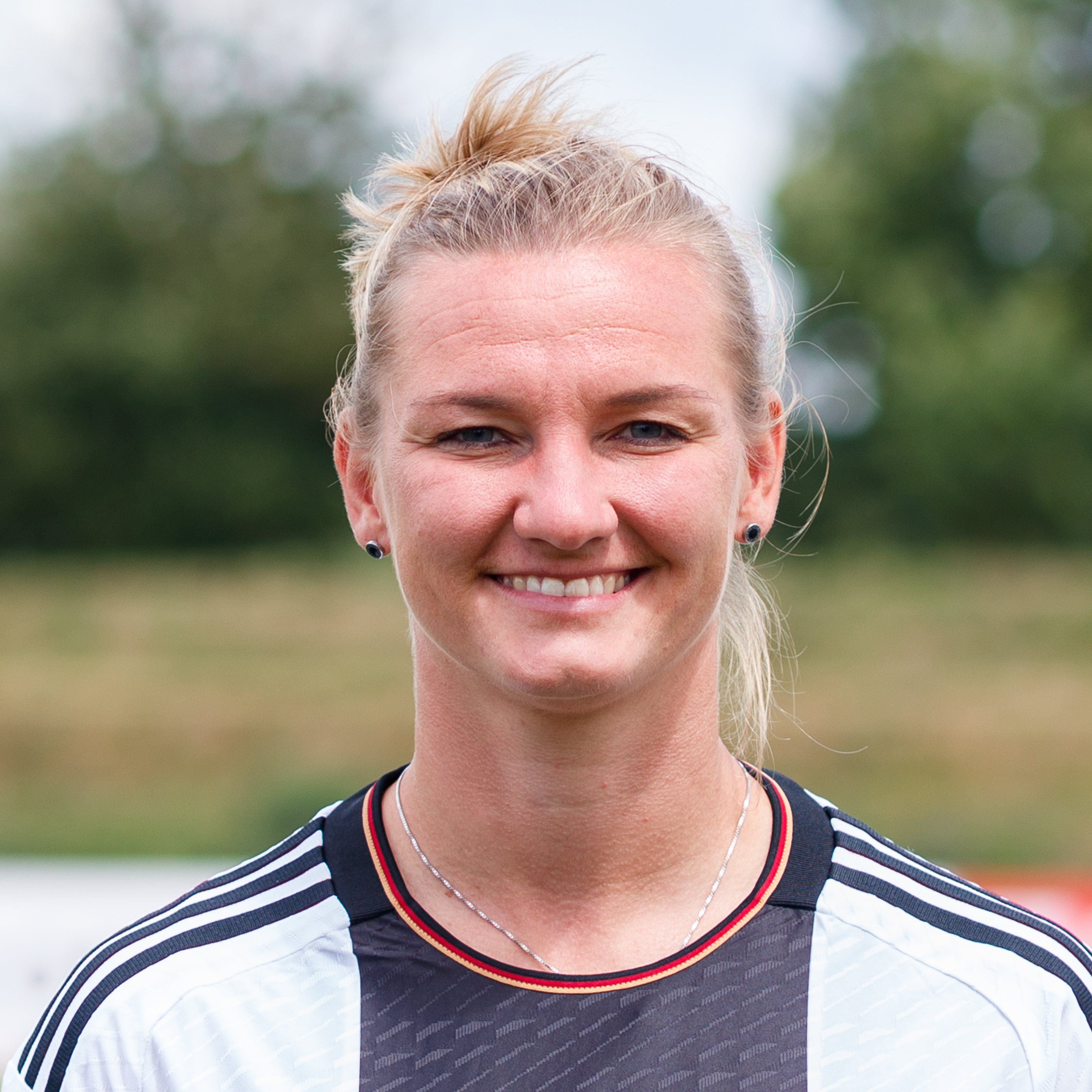
… und Alexandra Popp

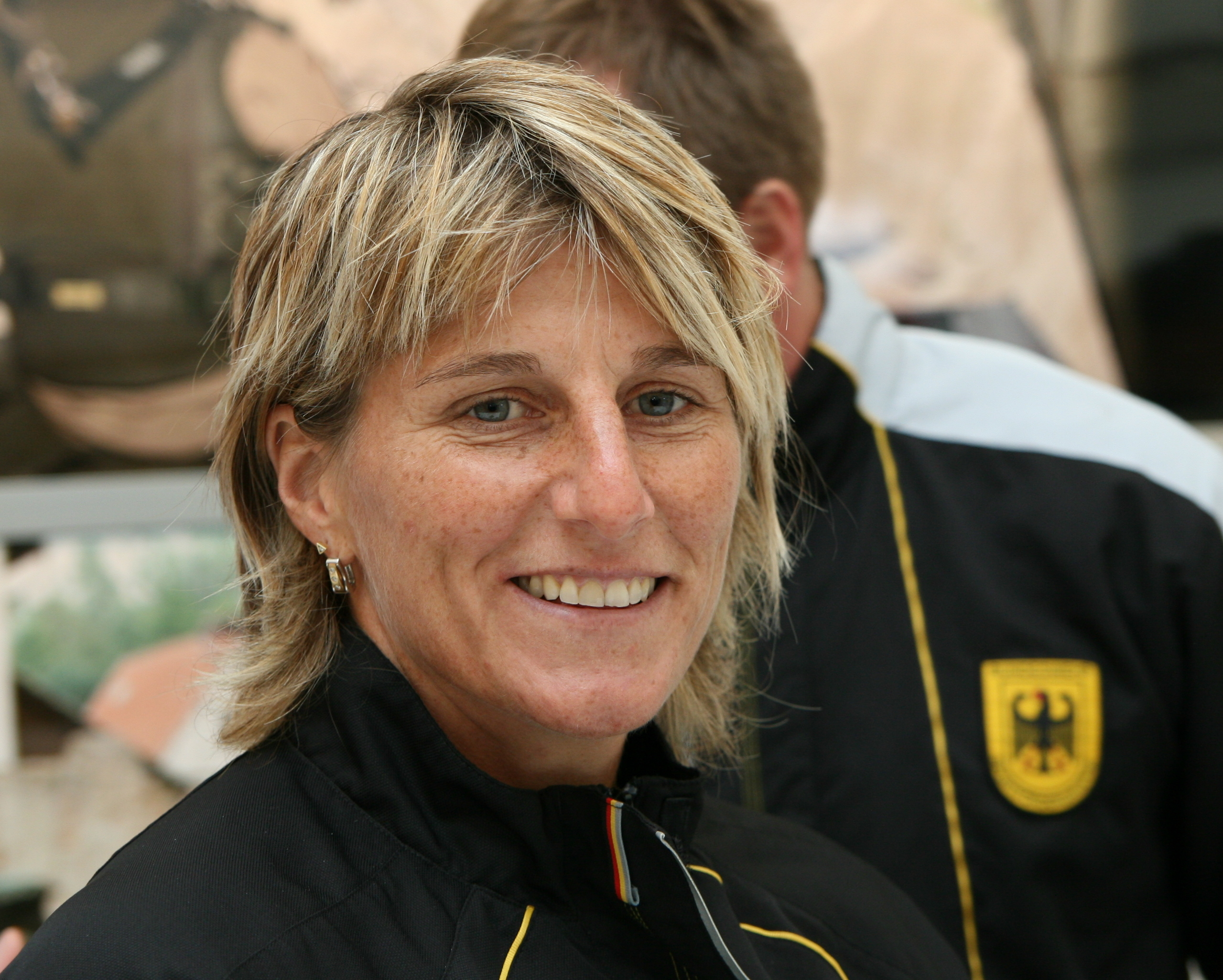
Silke Rottenberg war 1998 die erste Torhüterin, die ausgezeichnet wurde.

- Jahr: Nennt das Jahr, in dem die Spielerin gewählt wurde.
- Name: Nennt den Namen der Spielerin.
- Verein: Nennt den Verein, für den die Spielerin zum damaligen Zeitpunkt gespielt hat.
- Position: Nennt die Position der Spielerin: Tor, Abwehr, Mittelfeld, Sturm.

| Jahr | Name                   | Verein                 | Position   | Nationalität |
| ---- | ---------------------- | ---------------------- | ---------- | ------------ |
| 1996 | Martina Voss           | FC Rumeln-Kaldenhausen | Mittelfeld | Deutschland  |
| 1997 | Bettina Wiegmann       | Grün-Weiß Brauweiler   | Mittelfeld | Deutschland  |
| 1998 | Silke Rottenberg       | Sportfreunde Siegen    | Tor        | Deutschland  |
| 1999 | Inka Grings            | FCR Duisburg           | Sturm      | Deutschland  |
| 2000 | Martina Voss (2)       | FCR Duisburg           | Mittelfeld | Deutschland  |
| 2001 | Birgit Prinz           | 1. FFC Frankfurt       | Sturm      | Deutschland  |
| 2002 | Birgit Prinz (2)       | 1. FFC Frankfurt       | Sturm      | Deutschland  |
| 2003 | Birgit Prinz (3)       | 1. FFC Frankfurt       | Sturm      | Deutschland  |
| 2004 | Birgit Prinz (4)       | 1. FFC Frankfurt       | Sturm      | Deutschland  |
| 2005 | Birgit Prinz (5)       | 1. FFC Frankfurt       | Sturm      | Deutschland  |
| 2006 | Birgit Prinz (6)       | 1. FFC Frankfurt       | Sturm      | Deutschland  |
| 2007 | Birgit Prinz (7)       | 1. FFC Frankfurt       | Sturm      | Deutschland  |
| 2008 | Birgit Prinz (8)       | 1. FFC Frankfurt       | Sturm      | Deutschland  |
| 2009 | Inka Grings (2)        | FCR 2001 Duisburg      | Sturm      | Deutschland  |
| 2010 | Inka Grings (3)        | FCR 2001 Duisburg      | Sturm      | Deutschland  |
| 2011 | Fatmire Bajramaj       | 1. FFC Turbine Potsdam | Mittelfeld | Deutschland  |
| 2012 | Célia Okoyino da Mbabi | SC 07 Bad Neuenahr     | Mittelfeld | Deutschland  |
| 2013 | Martina Müller         | VfL Wolfsburg          | Sturm      | Deutschland  |
| 2014 | Alexandra Popp         | VfL Wolfsburg          | Sturm      | Deutschland  |
| 2015 | Célia Šašić (2)        | 1. FFC Frankfurt       | Sturm      | Deutschland  |
| 2016 | Alexandra Popp (2)     | VfL Wolfsburg          | Sturm      | Deutschland  |
| 2017 | Dzsenifer Marozsán     | Olympique Lyon         | Mittelfeld | Deutschland  |
| 2018 | Dzsenifer Marozsán (2) | Olympique Lyon         | Mittelfeld | Deutschland  |
| 2019 | Dzsenifer Marozsán (3) | Olympique Lyon         | Mittelfeld | Deutschland  |
| 2020 | Pernille Harder        | VfL Wolfsburg          | Mittelfeld | Danemark     |
| 2021 | Nicole Billa           | TSG 1899 Hoffenheim    | Sturm      | Osterreich   |
| 2022 | Lea Schüller           | FC Bayern München      | Sturm      | Deutschland  |
| 2023 | Alexandra Popp (3)     | VfL Wolfsburg          | Sturm      | Deutschland  |
| 2024 | Ann-Katrin Berger      | FC Chelsea / Gotham FC | Tor        | Deutschland  |
| 2025 | Ann-Katrin Berger (2)  | Gotham FC              | Tor        | Deutschland  |
| 2025 | Giulia Gwinn           | FC Bayern München      | Abwehr     | Deutschland  |

## Ranglisten
Diese Rangliste nennt Spielerinnen und deren Vereine, die den Titel mehrmals erhalten haben.

### Spielerinnen
- Platz: Nennt die Platzierung der Spielerin innerhalb dieser Rangliste. Diese wird durch die Anzahl der Titel bestimmt. Bei gleicher Anzahl von Titeln wird alphabetisch sortiert.
- Name: Nennt den Namen der Spielerin.
- Anzahl: Nennt die Anzahl der errungenen Titel.
- Jahre: Nennt die Spielzeit(en), in denen die Spielerin Fußballerin des Jahres wurde.

| Platz | Name                                         | Anzahl | Jahre            |
| ----- | -------------------------------------------- | ------ | ---------------- |
| 1.    | Birgit Prinz                                 | 8      | 2001–2008        |
| 2.    | Inka Grings                                  | 3      | 1999, 2009, 2010 |
| 2.    | Dzsenifer Marozsán                           | 3      | 2017–2019        |
| 2.    | Alexandra Popp                               | 3      | 2014, 2016, 2023 |
| 5.    | Ann-Katrin Berger                            | 2      | 2024, 2025       |
| 5.    | Célia Šašić (vormals Célia Okoyino da Mbabi) | 2      | 2012, 2015       |
| 5.    | Martina Voss                                 | 2      | 1996, 2000       |

### Vereine
- Platz: Nennt die Platzierung des Vereins innerhalb dieser Rangliste. Diese wird durch die Anzahl der Titel bestimmt. Bei gleicher Anzahl von Titeln wird alphabetisch sortiert.
- Verein: Nennt den Namen des Vereins.
- Anzahl: Nennt die Anzahl der errungenen Titel.
- Jahre: Nennt die Spielzeit(en), in denen Spielerinnen des Vereins Fußballerin des Jahres wurden.

| Platz | Verein              | Anzahl | Jahre                        |
| ----- | ------------------- | ------ | ---------------------------- |
| 1.    | 1. FFC Frankfurt    | 9      | 2001–2008, 2015              |
| 2.    | FCR 2001 Duisburg 1 | 5      | 1996, 1999, 2000, 2009, 2010 |
| 2.    | VfL Wolfsburg       | 5      | 2013, 2014, 2016, 2020, 2023 |
| 4.    | Olympique Lyon      | 3      | 2017–2019                    |
| 5.    | FC Bayern München   | 2      | 2022, 2025                   |
| 5.    | Gotham FC           | 2      | 2024, 2025                   |

### Positionen
- Platz: Nennt die Platzierung der Position innerhalb dieser Rangliste. Diese wird durch die Anzahl der Titel bestimmt. Bei gleicher Anzahl von Titeln wird alphabetisch sortiert.
- Position: Nennt die Position.
- Anzahl: Nennt die Anzahl der errungenen Titel.

| Platz | Position   | Anzahl |
| ----- | ---------- | ------ |
| 1.    | Sturm      | 18     |
| 2.    | Mittelfeld | 9      |
| 3.    | Tor        | 3      |
| 4.    | Abwehr     | 1      |